# Mary Constance Wyndham
Mary Constance Charteris, comtesse de Wemyss et March (née Wyndham ; 3 août 1862 - 29 avril 1937), appelée Lady Elcho de 1883 à 1914, est une hôtesse de la société anglaise et un membre original de The Souls, un club social et intellectuel anglais.

## Jeunesse
Mary Constance Wyndham est née le 3 août 1862 à Londres au domicile de ses parents à Belgrave Square . Elle est la fille aînée de Percy Wyndham et Madeline Caroline Frances Eden Campbell. Son grand-père paternel est George Wyndham (1er baron Leconfield). Son grand-père maternel est Sir Guy Campbell (1er baronnet) (en).
Elle est une arrière-petite-fille du révolutionnaire irlandais Lord Edward FitzGerald, le fils de James FitzGerald (1er duc de Leinster). Son arrière-arrière-grand-mère, Emily FitzGerald, duchesse de Leinster, est l'une des sœurs Lennox et une fille de Charles Lennox (2e duc de Richmond).
Elle est la sœur de George Wyndham et Guy Wyndham, Madeline, l'épouse de Charles Adeane, et Pamela, d'abord l'épouse d'Edward Tennant (1er baron Glenconner), et plus tard l'épouse d'Edward Grey (1er vicomte Grey de Fallodon) .

## Vie sociale
Wyndham et ses frères et sœurs et leurs conjoints sont membres de The Souls, un groupe social d'élite anglais . Elle et ses deux sœurs sont les sujets du tableau de 1899 de John Singer Sargent, Les Sœurs Wyndham . Sa vie est détaillée dans le livre These Wild Wyndhams de Claudia Renton .

## Mariage et descendance
Wyndham et Hugo Charteris, Lord Elcho, qui hérite plus tard des titres de 11e comte de Wemyss et 7e comte de March  se marient le 9 août 1883. Ils ont sept enfants :
- Hugo Francis Charteris, Lord Elcho (né le 28 décembre 1884, décédé le 23 avril 1916), qui épouse Violet Manners.
- Guy Lawrence Charteris (né le 23 mai 1886, décédé le 21 septembre 1967)
- Lady Cynthia Mary Evelyn Charteris (née le 27 septembre 1887, décédée le 31 mars 1960)
- Colin Charteris (né le 1er juin 1889, décédé le 27 décembre 1892)
- Lady Mary Pamela Madeline Sibell Charteris (née le 24 octobre 1895, décédée en 1991)
- Yvo Alan Charteris (né le 6 octobre 1896, décédé le 17 octobre 1915)
- Lady Irene Corona Charteris (née le 31 mai 1902, décédée en 1989)

Wyndham est la grand-mère paternelle de l'hôtesse de la société Ann Charteris (en).
Elle est décédée le 29 avril 1937 .